# Jože Knific
Jože Knific, slovenski smučarski tekač, * 17. april 1915, Jesenice, † 2001.
Knific je bil član reprezentance SFRJ na Zimskih olimpijskih igrah 1948. Nastopil je v ekipnem smučarskem teku na 10 km (4x10 km), kjer je ekipa dosegla 9. mesto.
Na istih olimpijskih igrah je nastopil še v smučarskem teku na 50 km, kjer je osvojil 14. mesto.